# كارل بيك (ملحن)
كارل بيك (بالألمانية: Karl Beck)‏ هو مغني أوبرا ومغني وملحن نمساوي، ولد في 1814 في فيينا في النمسا، وتوفي في 3 مارس 1879.